# غويلرمو مارتينيز
غويلرمو مارتينيز (بالإسبانية: Guillermo Martínez)‏ (و. 1962 – م) هو رياضياتي، وصحفي، وكاتب، من الأرجنتين، ولد في باهيا بلانكا.

## التعليم
تعلم في جامعة بوينس آيرس.

## مناصب وهيئات
أدار جامعة أكسفورد.

## وصلات خارجية
- غويلرمو مارتينيز على موقع IMDb (الإنجليزية)
- غويلرمو مارتينيز على موقع قاعدة بيانات الفيلم (الإنجليزية)